# Adam Turasiewicz
Adam Turasiewicz (ur. 15 listopada 1918 we Lwowie, zm. 9 stycznia 1978 w Krakowie) – historyk i językoznawca polski, brat Romualda.

## Życiorys
Był synem prawnika Romualda Turasiewicza i Marii (z domu Poźniak). Do 1926 mieszkał we Lwowie, gdzie uczęszczał do szkoły podstawowej, następnie rodzina, w związku z zatrudnieniem ojca Adama jako prokuratora Sądu Okręgowego w Bydgoszczy, przeniosła się tamże. W latach 1929–1935 uczęszczał do tamtejszego Gimnazjum Humanistycznego. Kolejna przeprowadzka rodziny, tym razem do Krakowa, spowodowała, że naukę w latach 1935–1938 kontynuował w IV Gimnazjum im. Henryka Sienkiewicza, gdzie zdał maturę. Przez kolejne dwa lata, do wybuchu II wojny światowej, studiował na Wydziale Prawa UJ. Podczas wojny studiował malarstwo dekoracyjne i grafikę w Instytucie Przemysłu Artystycznego w Krakowie, które zakończył w 1943. Pracował jako grafik aż do końca wojny.
Po zakończeniu II wojny światowej, w latach 1945–1947 studiował znów na Wydziale Prawa UJ, jednak studiów nie ukończył. Natomiast podjął studia historyczne na tym samym uniwersytecie. Jeszcze przed obroną pracy magisterskiej (Ustroje polityczne i społeczne u Słowian Połabskich) w 1952, pełnił przez rok obowiązki asystenta w Katedrze Starszej Historii Słowian. Następnie pracował w Pracowni Onomastycznej Zakładu Językoznawstwa PAN, gdzie opracowywał komentarz historyczny i historyczno-językowy do tekstów źródłowych z okresu średniowiecza w Polsce. Brał również udział w opracowaniu poszczególnych tomów Bibliografii onomastyki polskiej – do roku 1958, dla lat 1959–1970 oraz 1970–1980. Cały czas zajmował się jednak także Słowianami połabskimi – w 1957 opublikował recenzję książki Wolfganga Brüskego o Związku Lucickim. Natomiast w 1966 obronił doktorat na UJ (Dzieje polityczne Obodrzyców od IX wieku do utraty niepodległości w latach 1160–1164).
Pochowany na cmentarzu Batowickim w Krakowie (kw. A5D-6-27).

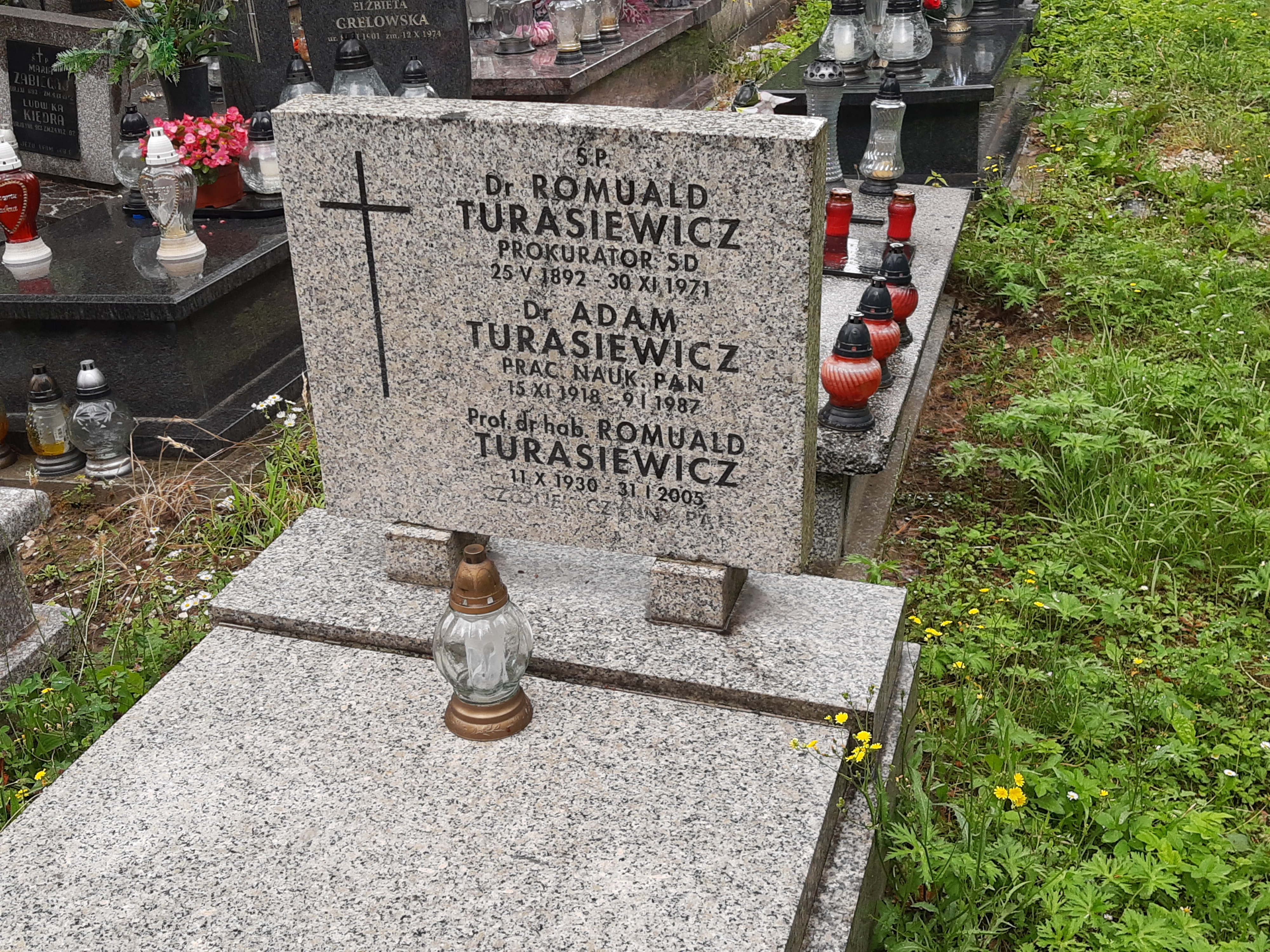
Grób Romualda i Adama Turasiewiczów na Cmentarzu Prądnik Czerwony

## Pisma
- Bibliografia onomastyki polskiej do roku 1958 włącznie [T.1], Kraków 1960 (współautorzy: Witold Taszycki, Mieczysław Karaś).
- Bibliografia onomastyki polskiej od roku 1959 do roku 1970 włącznie [T.2], Kraków 1972 (współautorzy: Witold Taszycki, Mieczysław Karaś).
- Listy w języku polskim pisane z czasów Aleksandra Jagiellończyka i Zygmunta Starego (1500-1548), „Biuletyn Biblioteki Jagiellońskiej”, R. 26 (1976), s. 5-21 (współautorzy: Władysław Pociecha, Witold Taszycki).
- Listy w języku polskim pisane z czasów Zygmunta Augusta (1551-1556), „Biuletyn Biblioteki Jagiellońskiej”, R. 27 (1978), s. 37-51 (współautorzy: Władysław Pociecha, Witold Taszycki).
- Bibliografia onomastyki polskiej od roku 1971 do roku 1980 włącznie [T.3], Wrocław 1983 (współautorzy: Witold Taszycki, Mieczysław Karaś).
- Dzieje polityczne Obodrzyców od IX wieku do utraty niepodległości w latach 1160-1164, Kraków 2004.